# Still Got Time
Still Got Time è un singolo del cantante britannico Zayn in collaborazione con PartyNextDoor, pubblicato il 24 marzo 2017 ed incluso nella versione giapponese del secondo album in studio Icarus Falls.